# Das kann doch unsren Willi nicht erschüttern
Das kann doch unsren Willi nicht erschüttern ist eine deutsche Filmkomödie und Urlaubs-Satire des Regisseurs Rolf Olsen, der auch das Drehbuch schrieb. Die Hauptrolle übernahm Heinz Erhardt. Die Uraufführung fand am 26. November 1970 im Ufa-Theater in Hannover statt.

## Handlung
Willi Hirsekorn und seine Familie liegen ständig mit den Nachbarn Buntje im Streit. Eine Familie will stets die andere übertreffen. Als im Geschäft die beiden Frauen der Familien aufeinandertreffen, prahlt Mizzi Buntje mit dem Urlaub, den man in Italien zu verbringen gedenke. Sieglinde Hirsekorn steht dem in nichts nach und erzählt, dass sie ihren Italienurlaub schon längst vor den Nachbarn gebucht hätte und dass sie mit dem eigenen Auto fahre, nicht wie die Buntjes mit dem Reisebus. Nur weiß der Rest der Familie noch nichts davon und sie muss die Familie erst überreden, den Sommerurlaub in Caorle am Meer zu verbringen. Schließlich reist man nach Italien und trifft dort auf die Buntjes. Auch dort gehen die kleinen nachbarlichen Streitereien weiter. Dabei helfen die frechen Kinder der Hirsekorns mit ihren Streichen kräftig mit.
Mit von der Partie sind Sieglinde Hirsekorns tollpatschiger Bruder Luitbert, der sich in die Tochter des Hoteliers verliebt, der Boxerhund Karl-Heinz der Hirsekorns sowie der Freund der Tochter der Buntjes. Allerdings inkognito, denn der Vater hält nichts von dem jungen Mann, obwohl er ihn nicht kennt. Diese Gelegenheit nutzt der Freund, um den Vater auf seine Seite zu ziehen.
Ein Urlaubsflirt mit der verführerischen Blondine Clementine, auf die alle Männer ein Auge geworfen haben, lässt die beiden Familienväter zu Konkurrenten werden. Fortan versuchen Willi Hirsekorn und Heimo Buntje um die Gunst der verwöhnten Clementine zu buhlen. Was sie nicht wissen: Clementine ist eine Betrügerin, die es auf das Geld der Männer abgesehen hat.

## Produktion
Die Dreharbeiten fanden in Berlin, an der A 8 bei Irschenberg, südlich von Rosenheim, am Grenzübergang Brenner und in Caorle statt.
Die Wohnhäuser der Hirsekorns und der Buntjes befanden sich nicht in Castrop-Rauxel, wie die Kennzeichen vermuten lassen, sondern in Zehlendorf in Berlin an der Ecke Eschershauser Weg und Hilssteig.
Die Szenen auf und entlang der Autobahn entstanden am Seehamer See, am Irschenberg und dem Parkplatz der dortigen Rastanlagen sowie im Bereich der Anschlussstelle Bad Aibling. Weitere Aufnahmen der Reise entstanden an der Mangfall bei Rosenheim sowie in der Nähe der Kirche St. Johann Baptist und Heilig Kreuz in Westerndorf und Umgebung.
Das Grand Hotel Romolo des Films ist das heutige Hotel Maxim an der Via Tintoretto 10 in Caorle. Die Fassade des Hotels und der markante, überdachte Eingang mit den Löwenskulpturen ist bis heute unverändert. Obwohl sich das Maxim im Bereich des Weststrandes (Spiaggia di ponente) befindet, wurde auch am Oststrand von Caorle (Spiaggia di levante) gedreht. Weitere Szenen entstanden in der Altstadt von Caorle, unter anderem in der Calle delle Liburniche (heute eine Fußgängerzone), wo Lotti und ihr Vater die Vögel befreien. Hirsekorns wilde Fahrt auf Wasserskiern begann in Falconera in der Lagune von Caorle und endete am Weststrand kurz vor der Mündung des Lemene. Auch Szenen, die in Castrop-Rauxel spielen, wurden in Caorle gedreht. Als Kulisse für die Abfahrt des Reisebusses diente ein Geschäfts- und Appartementgebäude an der Via A. Pigafetta im Ortsteil Porto Santa Margherita und auch das Restaurant, in dem sich Petra und Herbert am Anfang des Films heimlich treffen, befand sich in Caorle.
Die Dreharbeiten begannen am 17. Juli 1970 und endeten am 18. September 1970.

## Trivia
- Heinz Erhardt singt in diesem Film das bekannte Lied Immer wenn ich traurig bin (trink ich einen Korn).
- Das Auto der Familie Hirsekorn ist ein Auto Union 1000 von 1959.[2]

## Kritiken
„Kalauer- und klischeereiches Heinz-Erhardt-Lustspiel um zwei ‚feindliche‘ Nachbarsfamilien, die sich nach einem turbulenten Italienurlaub versöhnen.“

„17 Jahre vor Gerhard Polts Man spricht deutsh (1987) inszenierte Rolf Olsen mit ‚Das kann doch unseren Willi nicht erschüttern‘ bereits eine treffsichere Urlaubs-Satire. Pointiert nimmt der temporeiche Film den alljährlichen Sommerurlaubs-Wahnsinn aufs Korn. Heinz Erhardt ist für die Hauptrolle des selbstironischen Italienurlaubers die Idealbesetzung. An seiner Seite glänzen Ruth Stephan (Das sündige Dorf) als launische Ehefrau, Günther Jerschke (Drillinge an Bord) als konservativer Spießbürger und Käte Jaenicke als Zicke.“

„Familie Hirsekorn macht Urlaub in Italien und diese Klamotte vor keinem Klischee halt.“

„Schludrig gemachter, komisch gedachter Familienfilm, der das Bedürfnis nach belangloser Unterhaltung auf die denkbar simpelste Art zu befriedigen versucht.“